# Pierre-Emile-Henri Moreau
Pierre-Emile-Henri Moreau, francoski general, * 1885, † 1958.